# Alibánfa
Alibánfa is een plaats (község) en gemeente in het Hongaarse comitaat Zala. Alibánfa telt 480 inwoners (2001).